# Louis Greppo
Jean Louis Greppo, né le 8 janvier 1810 à Pouilly-le-Monial et mort le 27 août 1888 à Paris 3e, est un homme politique républicain français.

## Biographie

### Sous la monarchie
Fils d'un vigneron de Pouilly, Louis Greppo s'installa très jeune à Lyon, où il apprit le métier de canut (1824). Tout d'abord simple ouvrier, il devint ensuite chef d'atelier dans une manufacture de soieries. Reconnu pour son habileté, il serait l'auteur du manteau porté par la reine Victoria lors de son couronnement (1838). Le 10 février 1835, il épousa Anne Glattard (1813-1884), fille d'un tisserand de Villefranche-sur-Saône.
Républicain, Greppo prit part aux événements lyonnais des Trois Glorieuses puis aux révoltes des canuts de 1831 et 1834. La Société mutualiste des canuts à laquelle il appartenait ayant été dissoute en 1840, il adhéra cette même année à la Société des Égaux, branche lyonnaise d'une société secrète républicaine de tendances jacobine et babouviste.

### Sous la Deuxième République

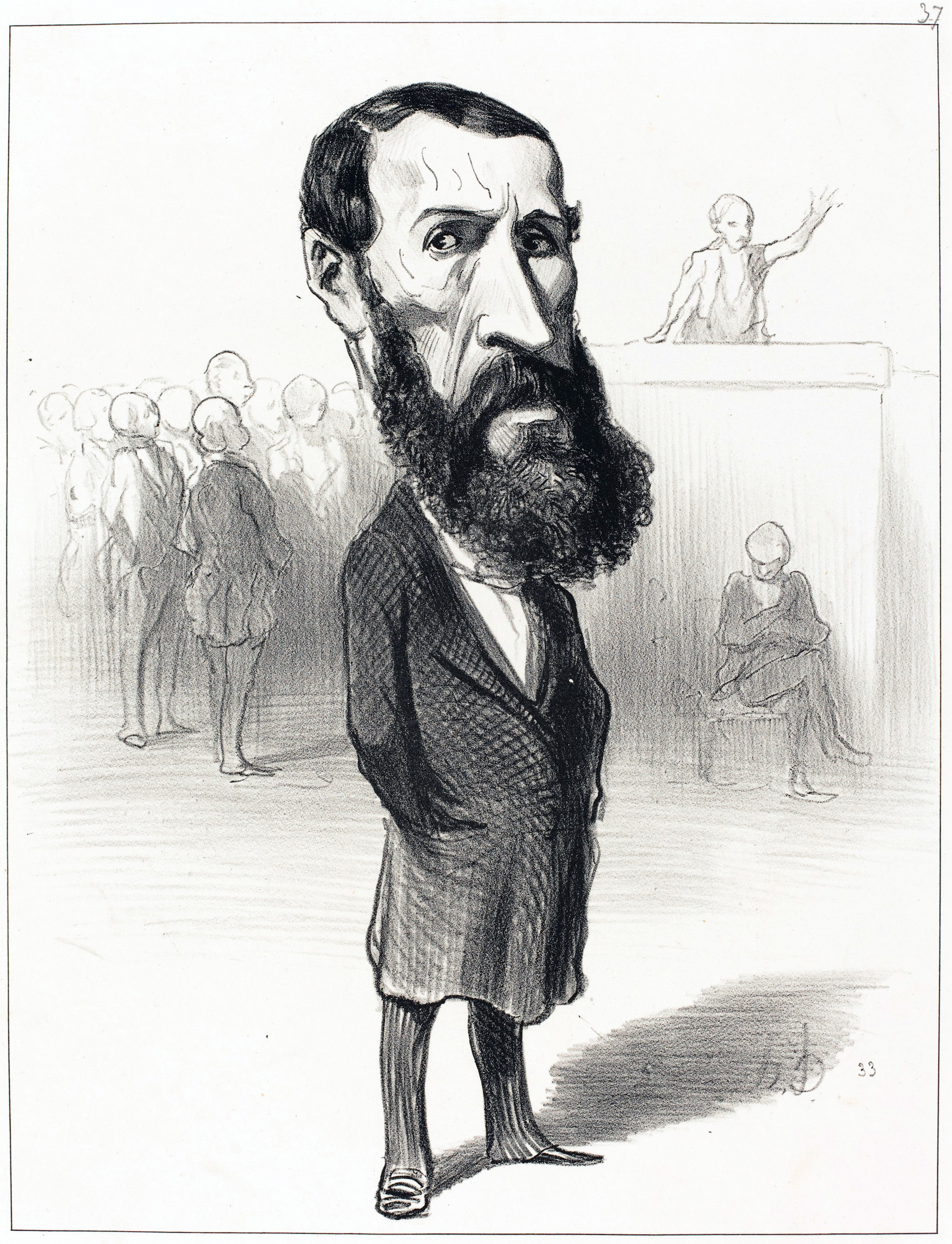
Caricature de Greppo par Honoré Daumier (1849).

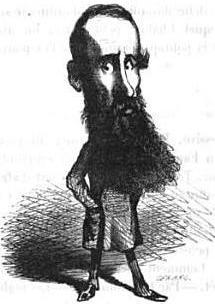
Caricature de Greppo par Cham (1849).

S'étant illustré comme l'un des meneurs du mouvement ouvrier lyonnais qui prit l'hôtel-de-ville lors de la Révolution de février 1848, Greppo fut élu représentant du peuple du Rhône à l'Assemblée nationale constituante. Siégeant dans les rangs de la Montagne, le représentant du Rhône prit également place au comité du travail et adhéra au Club de la Révolution fondé par Barbès.
De sensibilité socialiste voire communiste, il fut le seul parlementaire à ne pas voter, le 31 juillet 1848, un ordre du jour repoussant violemment une proposition de Proudhon qui visait à établir un « impôt du tiers » sur les revenus des propriétés. Opposé au président Louis-Napoléon Bonaparte, Greppo vota systématiquement contre la politique conservatrice du gouvernement Barrot.
Réélu à l'Assemblée législative, il continua à siéger parmi les « démoc-soc », vota – avec une minorité d'autres représentants – la mise en accusation de l'exécutif lors de la séance du 11 juin 1849 et s'opposa au coup d'État du 2 décembre 1851, ce qui lui valut d'être arrêté (emprisonné à Mazas) et de figurer dans les décrets de proscription du 10 janvier 1852 parmi les cinq représentants (Dufraisse, Greppo, Mathé, Miot et Richardet) « convaincus d'avoir pris part aux insurrections récentes » et condamnés à la déportation en Guyane. Cette quasi-peine de mort (les bagnes de Guyane constituant la « guillotine sèche ») fut cependant commuée en exil forcé pour Greppo et trois autres de ses camarades d'infortune, Miot étant quant à lui déporté en Algérie.

### Sous le Second Empire
Tout d'abord réfugié, avec sa femme et sa fille, à Bruxelles, Greppo fut expulsé de Belgique en 1854. Il s'installa alors en Angleterre, à Birmingham, où il gagna sa vie comme tréfileur, doreur puis aide-photographe. En 1854, il s’affilie à la loge l’Avenir à Birmingham.
Bénéficiant de l'amnistie de 1859, Greppo revint en France dès 1860 et s'installa à Paris comme marchand de vins. Il n'abandonna pas pour autant le militantisme républicain, ce qui lui valut des ennuis avec la Justice du Second Empire. Ainsi, s'il fut acquitté en 1862 après avoir été inculpé (avec Miot et une cinquantaine de prévenus) de délit de société secrète, il fut cependant condamné en février 1868 par le tribunal correctionnel de Lille à un mois de prison et cent francs d'amende pour avoir introduit en France des publications interdites (un numéro de L’Étoile belge, deux exemplaires de la brochure Napoléon III et la politique secrète du second empire ainsi qu'un exemplaire du Dialogue aux enfers entre Machiavel et Montesquieu).

### Sous la Troisième République

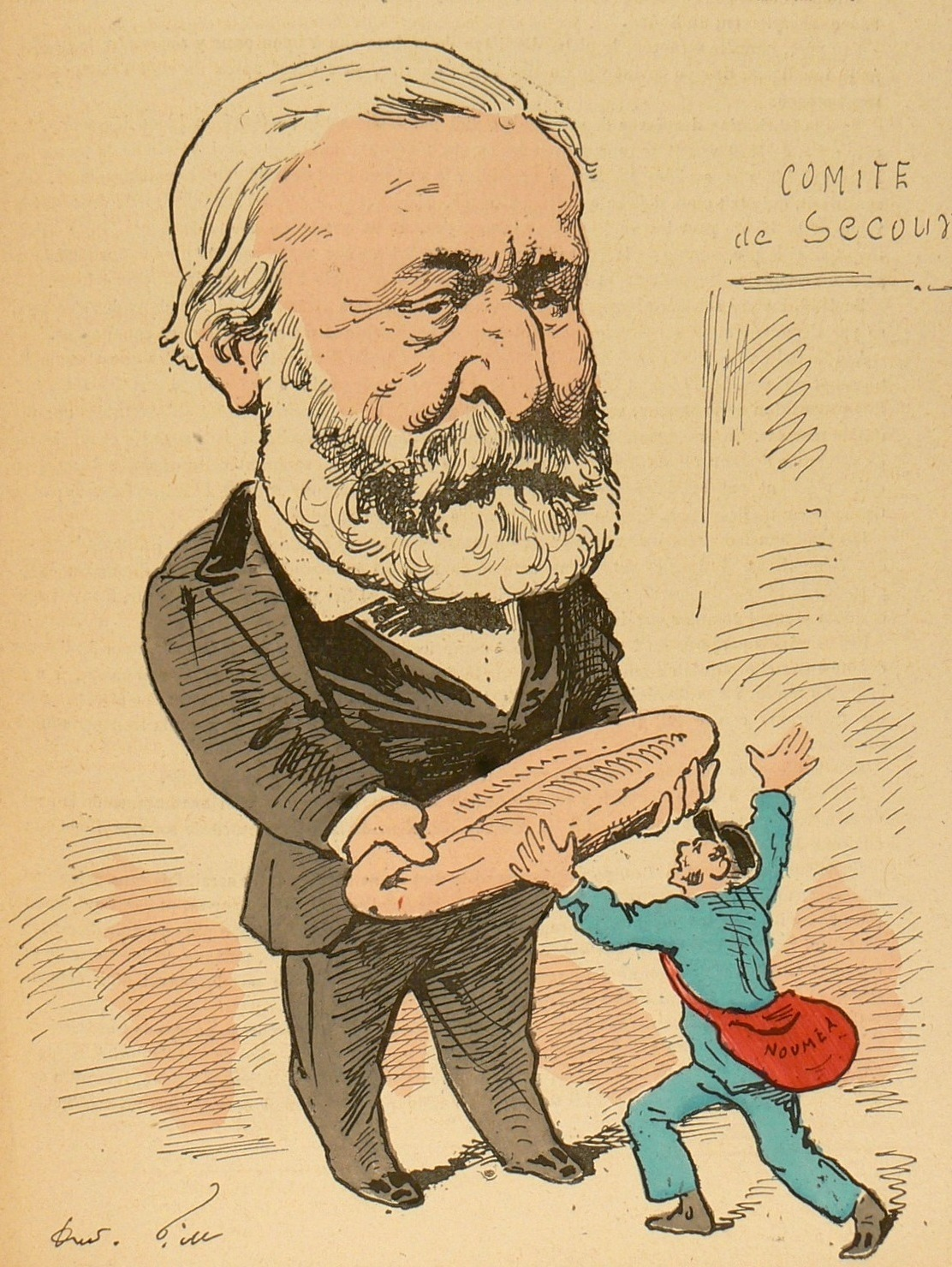
Caricature de Greppo par André Gill (1880).

Après la chute de l'Empire, le nouveau maire républicain de Paris, Étienne Arago, nomma Greppo maire du 4e arrondissement (15 septembre 1870). Démissionnaire – à l'instar d'Arago – après les événements du 31 octobre, pendant lesquels les émeutiers dirigés par Flourens l'avaient proclamé membre de leur « Comité de Salut public », Greppo fut battu par le républicain modéré Joseph Vautrain lors de l'élection du 5 novembre 1870.
Élu représentant de la Seine le 8 février 1871, Greppo fit partie des députés parisiens qui tentèrent – en vain – une conciliation entre les insurgés de la Commune et Versailles. Prenant place à l'extrême gauche, au sein du groupe de l'Union républicaine dirigé par Gambetta, il vota contre les préliminaires de paix, pour le retour du parlement à Paris et pour les lois constitutionnelles de 1875. De 1872 à 1873, il a dirigé le quotidien l'État.
Réélu aux élections législatives françaises de 1876, il devint vice-président de l'Union républicaine. Il milita pour l'amnistie des communards et offrit son aide aux familles de ces derniers en réunissant des fonds pour constituer une caisse de secours. Lors de la crise du 16 mai 1877 opposant le président monarchiste Mac Mahon à la Chambre des députés républicaine, il fut l'un des 363 signataires du manifeste républicain opposé à la politique du président Mac Mahon et du gouvernement de Broglie.
Réélu lors des élections législatives de 1877, qui suivirent la dissolution de la Chambre, il sera également reconduit en 1881.
Membre de la majorité « opportuniste », il fut battu par un républicain radical lors des élections de 1885.